# Gianpaolo Pagni
Pour les articles homonymes, voir Pagni.
Gianpaolo Pagni, né à Turin en 1969, est un artiste d’origine italienne qui vit à Paris et travaille au Pré Saint-Gervais.

## Biographie
Il a suivi des cours aux Beaux-Arts d’Orléans et a fait des études de comptabilité en Italie.
Il est illustrateur, auteur, plasticien et collabore avec la presse française et internationale (Le Monde, Libération, Télérama, The Guardian, The Washington Post , etc.),[source insuffisante]. 
Il a notamment imaginé des livres d’artiste et travaille avec beaucoup de maisons d’édition, comme Flammarion, Seuil Jeunesse, Éditions du Rouergue, MeMo, Éditions Cornelius, Corraini, Solo ma non troppo, etc.,,,.
En utilisant le plus souvent des tampons, des aplats de couleur, de la peinture, des empreintes et du découpage, il a développé son langage artistique personnel qui est lié au souvenir, à l’accumulation, à la répétition et au motif.

## Œuvres

### Livres d'artiste
- Dactylo ou souvenir d'un secrétaire comptable inachevé, Éditions du Rouergue, 2000.
- Futebol, Éditions du Rouergue, 2002.
- La pasta, Éditions L'Ampoule, 2003.
- Dedans, Éditions Sarbacane, 2010.
- Mirandola, Édition Homecooking/Maison rouge, 2010.
- Senza nuvole, Corraini / Arte Contemporanea Edizioni, 2011.
- Mémoire tampon, Édition Homecooking / Maison rouge, 2012.
- Senza pensare, Redfoxpress, 2012.
- No body, Solo ma non troppo, 2013.
- Some body, Solo ma non troppo, 2014.
- A star in the marble, Lendroit éditions, 2014.
- Pièces Montées, avec Chloé Poizat, Cornelius, 2015.
- Everybody loves somebody... and nobody, Solo ma non troppo, 2015.

### Livres jeunesse
- Tourbillon, Seuil Jeunesse, 2002.
- L'explorateur, Seuil Jeunesse, 2005.
- Double face, Corraini, 2009.
- Abc Tam TamÉditions MeMo, livre OVNI Salon de Montreuil, 2012.

### Livres illustrés
- Paroles d'harmonies, Albin Michel jeunesse, 1998.
- Baudelaire[9], Mango éditions, 1998
- Bébé Joe, texte de Richard Morgiève, Joëlle Losfeld, 2000.
- Chanter pour la paix, Mango éditions, 2004.
- Paroles de joie, Albin Michel Jeunesse, 2012.

### Livres illustrés collectifs
- La Bible illustrée, Bayard, 2003.
- Paroles d'honnête homme, Albin Michel Jeunesse, 2003.
- Un éléphant peut en cacher un autre, Sarbacane, 2005.
- Dans ma maison, La maison est en carton, 2010.
- Auprès de mon arbre, La maison est en carton, 2013.

## Expositions (sélection)
- Pièces Montés, avec Chloé Poizat, Point Ephémère, Paris, France, 2016.
- Three days in Paris #3, Galerie Bernard Jordan, Paris, France, 2015.
- Somebody meet no body, Le Bocal, Lyon, France 2015.
- Some Body, Espace Alloué, Bruxelles, Belgique, 2014.
- Dessinema, La librairie des éditeurs associés, Paris, France, 2014.
- No Body, Galerie Modulab, Metz, France, 2013.
- Populaire, La Galeru des Chemins, Fontenay-sous-Bois, France, 2012.
- Mémoire Tampon, E.R.O.A., Pont-Audemer, France. 2011.
- Very Much, 6e Lanterna Magica, Galerie Montgrand, Esbam, Marseille, France, 2009.